# Dushi, Jiangxi
Dushi är en köpinghuvudort i Kina. Den ligger i provinsen Jiangxi, i den sydöstra delen av landet, omkring 71 kilometer söder om provinshuvudstaden Nanchang. Antalet invånare är 34 377. Befolkningen består av 16 199 kvinnor och 18 178 män. Barn under 15 år utgör 24,0 %, vuxna 15-64 år 69 %, och äldre över 65 år 6,0 %.
Runt Dushi är det tätbefolkat, med 459 invånare per kvadratkilometer. Närmaste större samhälle är Xiushi, 7,8 km sydväst om Dushi. I omgivningarna runt Dushi växer huvudsakligen savannskog.
Genomsnittlig årsnederbörd är 2 304 millimeter. Den regnigaste månaden är juni, med i genomsnitt 441 mm nederbörd, och den torraste är oktober, med 23 mm nederbörd.